# Viktor Poganovskij
Viktor Poganovskij, född den 23 november 1949 i Varvarivka i Ukraina, är en sovjetisk ryttare.
Han tog OS-guld i lagtävlingen i hoppningen i samband med de olympiska ridsporttävlingarna 1980 i Moskva.